# Elecciones parlamentarias de Chipre de 1996
Las elecciones parlamentarias fueron realizadas en Chipre el 26 de mayo de 1996. El resultado fue la victoria de la Agrupación Democrática, el cual obtuvo 20 de los 56 escaños. La participación electoral fue de un 92.9%.

## Resultados
| Partido                                                  | Votos   | %    | Escaños | +/–   |
| -------------------------------------------------------- | ------- | ---- | ------- | ----- |
| Agrupación Democrática                                   | 127.380 | 34.5 | 20      | 0     |
| Partido Progresista del Pueblo Obrero                    | 121.958 | 33.0 | 19      | +1    |
| Partido Democrático                                      | 60.726  | 16.4 | 10      | –1    |
| Movimiento por la Socialdemocracia                       | 30.033  | 8.1  | 5       | –2    |
| Demócratas Unidos                                        | 13.623  | 3.7  | 2       | Nuevo |
| Nuevos Horizontes                                        | 6.317   | 1.7  | 0       | Nuevo |
| Movimiento Socialista de Renovación Democrática (ADISOK) | 5.311   | 1.4  | 0       | 0     |
| Movimiento Ecológico y Ambiental                         | 3.710   | 1.0  | 0       | Nuevo |
| Votos en blanco/nulos                                    | 11.530  | –    | –       | –     |
| Total                                                    | 381.051 | 100  | 56      | 0     |
| Participación electoral                                  | 409.996 | 92.9 | –       | –     |
| Fuente: Nohlen & Stöver                                  |         |      |         |       |